# كارول ألي
كارول ألي (بالإنجليزية: Carroll Alley)‏ هو فيزيائي أمريكي، ولد في 13 يونيو 1927، وتوفي في 24 فبراير 2016.